# 더 와이프
《더 와이프》(영어: The Wife)는 2017년 제작된 드라마 영화이다. 비에른 룽에가 감독을, 제인 앤더슨이 각본을 맡았다. 맥 울이처의 동명 소설이 영화의 원작이다.

## 출연진
- 글렌 클로즈 - 조안 캐슬먼 역
- 조나단 프라이스 - 조셉 캐슬먼 역
- 크리스찬 슬레이터 - 나다니엘 본 역
- 맥스 아이언스 - 데이빗 캐슬먼 역
- 애니 스털크 - 어린 조안 역
- 해리 로이드 - 어린 조 역
- 카린 프라즈 콜로프 - 리네아 역
- 알릭스 윌턴 레건 - 수잔나 캐슬먼 역
- 엘리자베스 맥거번 - 일레인 모젤 역
- 요한 비더버그 - 왈터 바크 역
- 리차드 코더리 - 할 바우먼 역
- 안나 아즈카라테 - 린델로프 부인 역
- 닉 플레처 - 구스타프 왕 역
- 얀 비더버그 - 아르비드 엥달 역
- 피터 포브스 - 제임스 핀치 역
- 프레드릭 길디어 - 라거펠트 역
- 제인 가르다 - 콘스턴스 핀치 역
- 마티아스 노르드비스트 - 에케베르그 의사 역
- 수잔 버티쉬 - 더스티 버코위츠 역
- 그레이니 키넌 - 카롤 캐슬먼 역
- 이사벨 본 마이엔부르크 - 노벨상 여 진행자 역
- 모르건 폴란스키 - 스미디 걸 로렌 역